# Aino Trosell

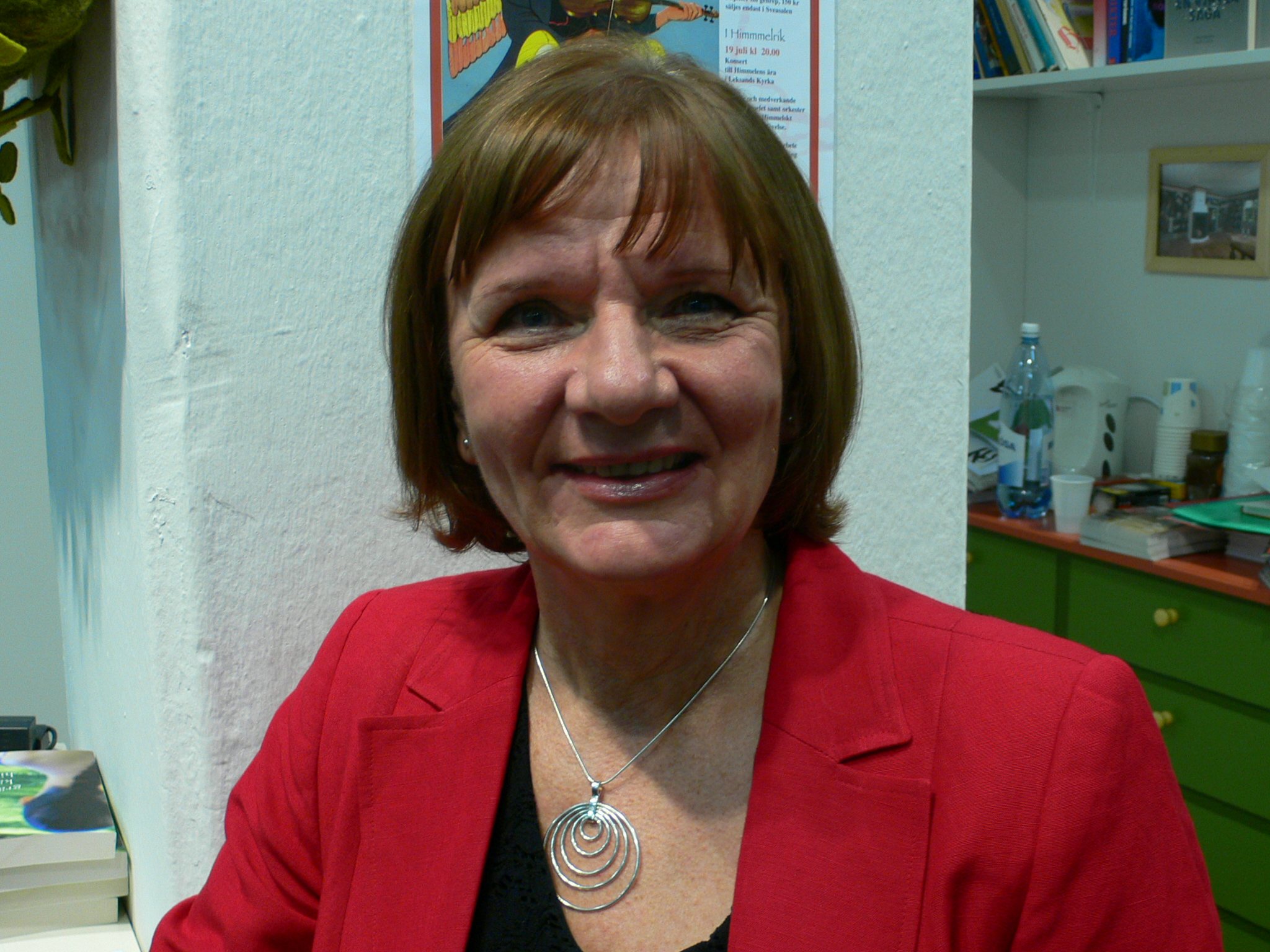
Aino Trosell (2007)

Aino Trosell (* 21. Mai 1949 in Malung, Schweden) ist eine schwedische Schriftstellerin.

## Leben
Aino Trosell wurde als Tochter eines Waldarbeiters und einer Hilfsarbeiterin geboren. Ihre Eltern ließen sich scheiden, als sie sechs Jahre alt war; sie wuchs bei ihrer alleinerziehenden Mutter auf. Sie selbst war als Werftarbeiterin tätig, als sie 1978 mit ihrem sozialkritischen Roman Socialsvängen als Schriftstellerin debütierte. Seitdem schrieb sie über 20 Bücher, darunter auch Historien- und Kriminalromane. Ihre beiden 2000 und 2001 ausgezeichneten Kriminalromane  Ytspänning und Om hjärtat ännu slår erschienen jeweils in deutscher Sprache. Ersterer wurde mit dem Poloni-Preis ausgezeichnet und erschien in einer Übersetzung von Gisela Kosubek unter dem deutschen Titel Die Taucherin bei Kiepenheuer & Witsch. Letzterer wurde mit dem Schwedischen Krimipreis ausgezeichnet und erschien, ebenfalls in einer Übersetzung von Kosubek, unter dem deutschen Titel Solange das Herz noch schlägt bei Bastei Lübbe.

## Werke (Auswahl)
- Socialsvängen (1978)
- Hjärtstocken (1979)
- Samnanger (1983)
- Facklorna (1985)
- Kärleksbrottet (1990)
- Offshore (1991)
- Röda lacket (1994)
- Under Södra korset (1994)
- Jäntungen (1994)
- I Vintergatan (1997)
- På en öde ö i havet (1998)
- Ytspänning (1999)
  - Die Taucherin, Leipzig 2001, Kiepenheuer & Witsch, ISBN 3-378-00635-8
- Om hjärtat ännu slår (2000)
  - Solange das Herz noch schlägt, Bergisch Gladbach 2006, Bastei Lübbe, ISBN 978-3-404-15461-6
- Isbränna och andra berättelser (2000)
- Lita på Mary (2000)
- Se dem inte i ögonen (2002)
  - Sieh ihnen nicht in die Augen, Bergisch Gladbach 2007, Bastei Lübbe, ISBN 978-3-404-15670-2
- Tvångströjan (2004)
  - Was tief im Wald geschah, Bergisch Gladbach 2008, Bastei Lübbe, ISBN 978-3-404-15858-4
- En gränslös kärlekshistoria (2005)
- Järngreppet (2008)
- Hjärtblad (2010)
- Krimineller (2012)
- En egen strand (2013)
- Min grav är din. Krimineller II (2014)
- Helmers vals (2016)